# Bolotettix planus
Bolotettix planus är en insektsart som beskrevs av Hancock, J.L. 1907. Bolotettix planus ingår i släktet Bolotettix och familjen torngräshoppor. Inga underarter finns listade i Catalogue of Life.